# فيوليتا كولوبوفا
فيوليتا فيتاليفنا كولوبوفا (الروسية: Виолетта Витальевна Колобова ؛ من مواليد 27 يوليو 1991) لاعبة مبارزة روسية، هي بطلة أوروبا عام 2012 ، بطل أوروبي فردي مرتين، وبطلة العالم مرتين، وبطلة أولمبية مرتين، و حاصلة على  الميدالية البرونزية الأولمبية مع الفريق  عام 2016.